# صلیب سرخ آمریکا
صلیب سرخ آمریکا (ARC) یا صلیب سرخ بین‌المللی آمریکا (به انگلیسی: American Red Cross)، سازمانی بشر دوستانه بوده که بنابر شرایط گوناگون، خدمات اضطراری، امدادی و آموزشی ارائه می‌دهد.

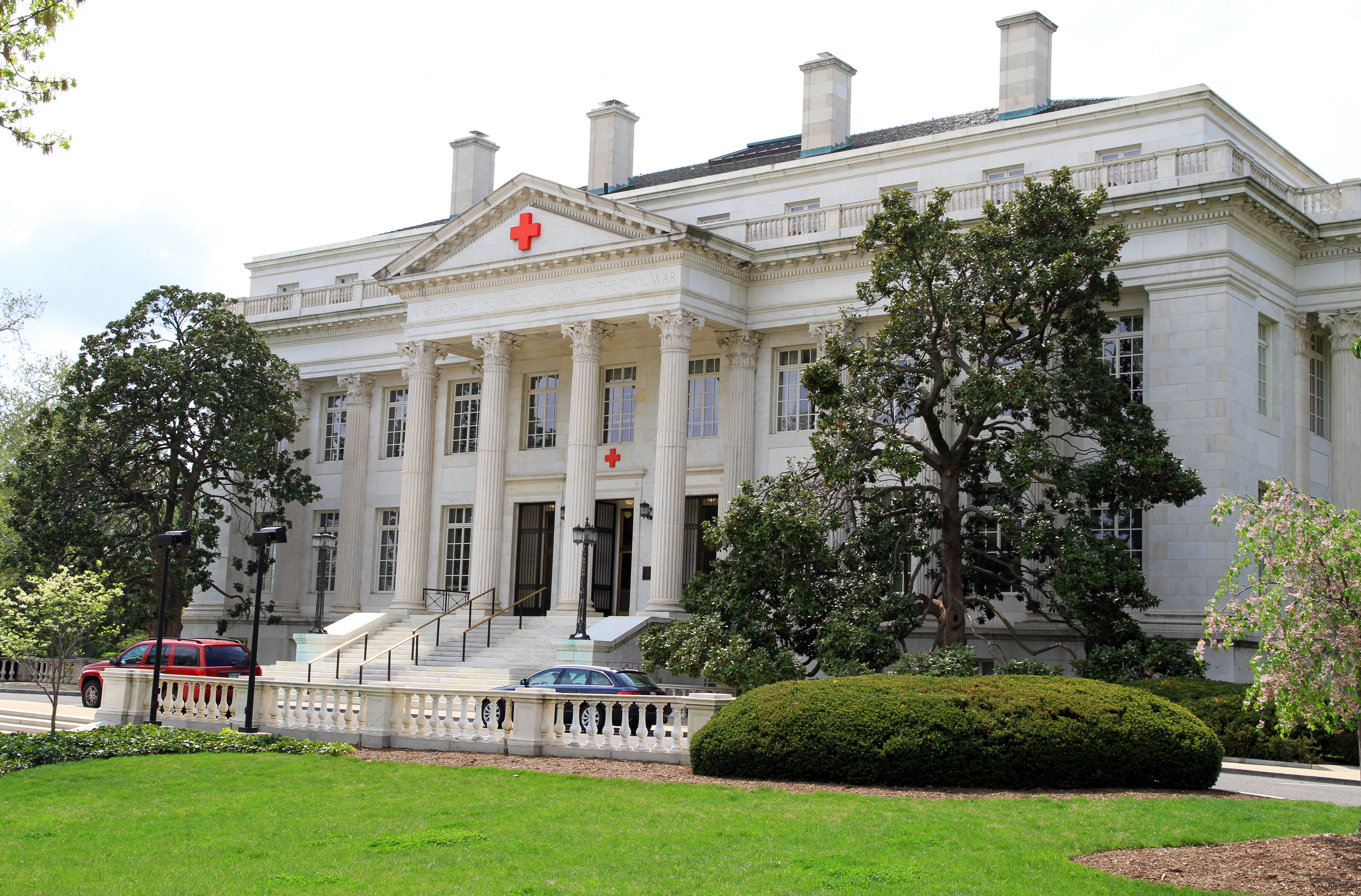
انجمن صلیب سرخ ملی آمریکا در واشینگتن، دی. سی

صلیب سرخ آمریکا، سازمانی وابسته به نهضت بین‌المللی صلیب سرخ و هلال احمر می‌باشد.

امروزه، افزوده بر امدادرسانی داخلی، صلیب سرخ آمریکا خدماتی در دیگر حوزه‌ها ارائه می‌دهد؛ خدمات اجتماعی به مانند کمک به نیازمندان، ارتباط میان بخش‌های نظامی و شاخه‌های وابسته به آن؛ جمع‌آوری، پردازش و توزیع خون و فراورده‌های خونی، برنامه‌های آموزشی با تمرکز بر روی آمادگی، سلامت، ایمنی، امداد و توسعه برنامه‌های بین‌المللی و برنامه توسعه از جمله خدمات می‌باشند.

## تاریخچه و سازماندهی
این سازمان در تاریخ ۲۱ می ۱۸۸۱، توسط کلارا بارتون (مؤسس صلیب سرخ آمریکا) در واشینگتن، دی. سی بنا گردید.

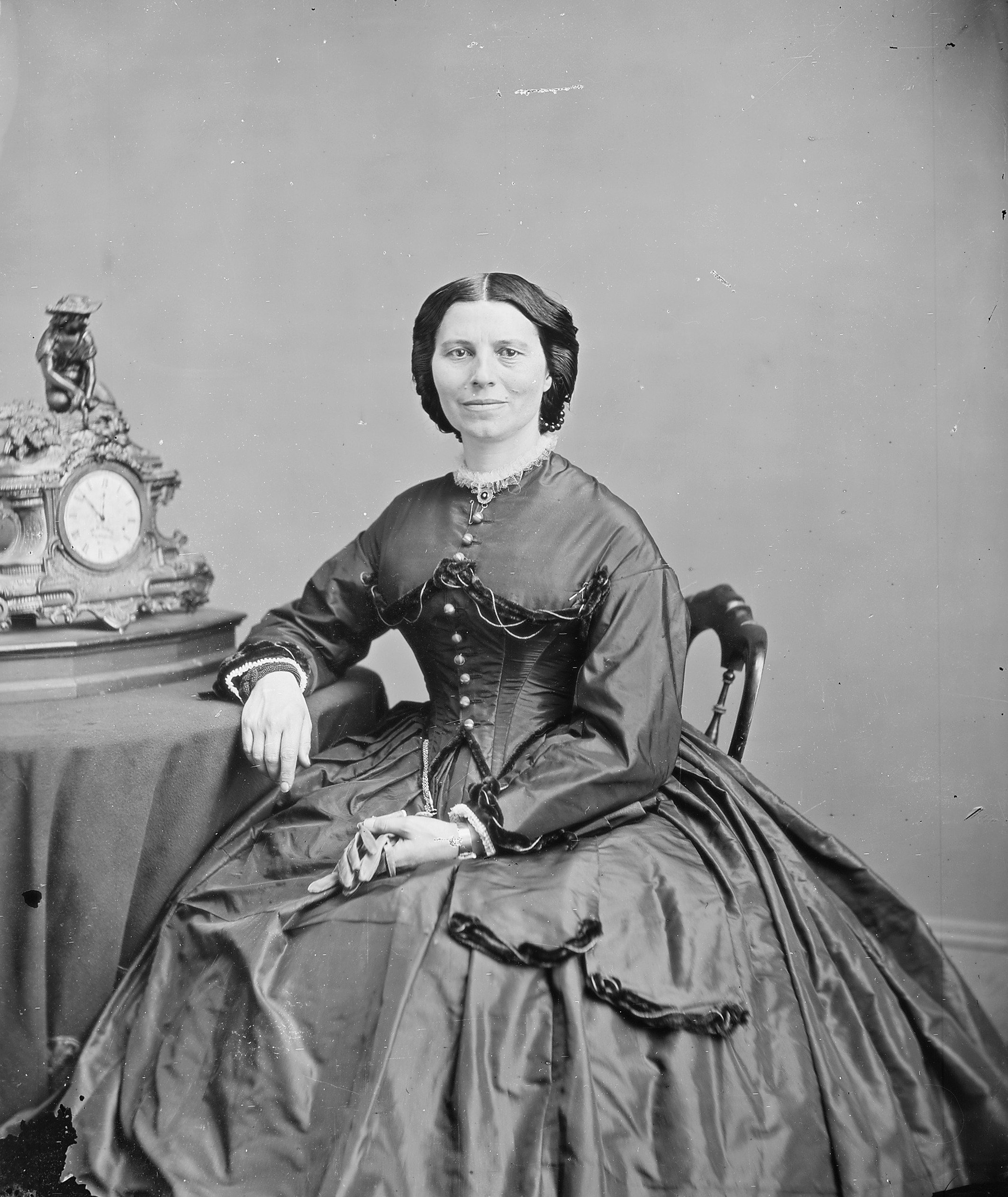
کلارا بارتون، بنیانگذار صلیب سرخ آمریکا

کلارا بارتون در بسیاری از کنفرانس‌های بین اللملی صلیب سرخ، نمایندگی آمریکا را بر عهده داشت و در سال‌های بعد فداکاری‌های زیادی برای نجات مردم به عمل آورد.

### کلارا بارتون
کلارا بارتون در سال ۱۸۲۱ در شهر آکسفورد از ایالت ماساچوست آمریکا متولد شد و به هنگام جنگ‌های انفصال از کار دست کشید و برای یاری دادن به سربازان زخمی و مجروحین جنگ، کار خود را شروع کرد. در سال ۱۸۷۰، زمانی که ۵۰ سال داشت، جنگ فرانسه و پروس درگرفت و او در این جنگ به کمک سربازان مجروح هر دو طرف به جبهه رفت و از امپراتور آلمان نشان صلیب آهن گرفت.

### سازماندهی
این سازمان با ایجاد شبکه‌ای شامل ۳۶۰ شعبه و ۳۶ منطقه خدماتی، جهت انتقال خون و صرفه جویی زمان و حفظ جان مردم و نیز کمک به شرایط خاص پزشکی، آمادگی مناسبی را ایجاد نموده‌است.

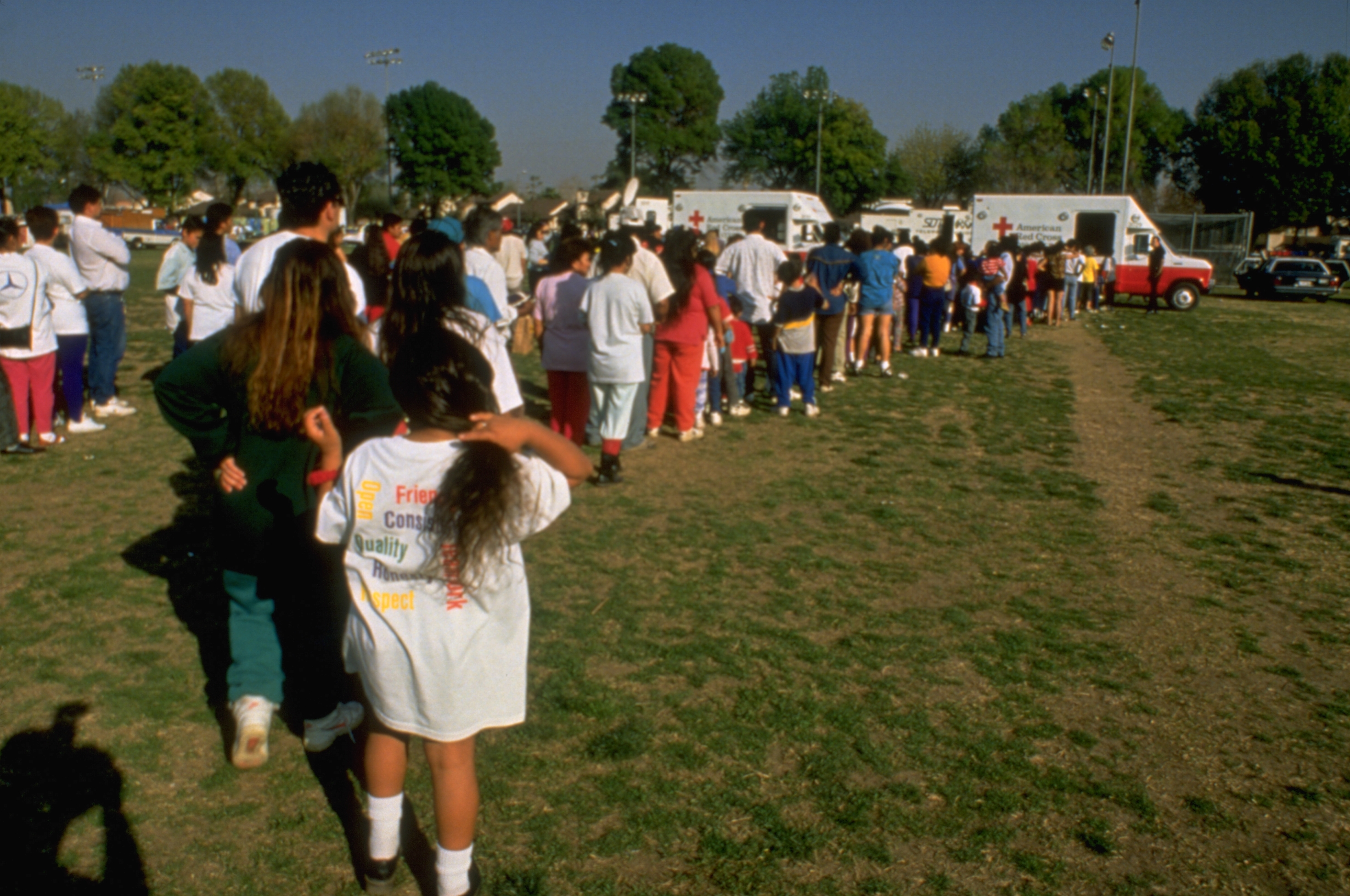
صلیب سرخ آمریکا در کمک به در زلزله زدگان در سال ۱۹۹۴ نورتریج

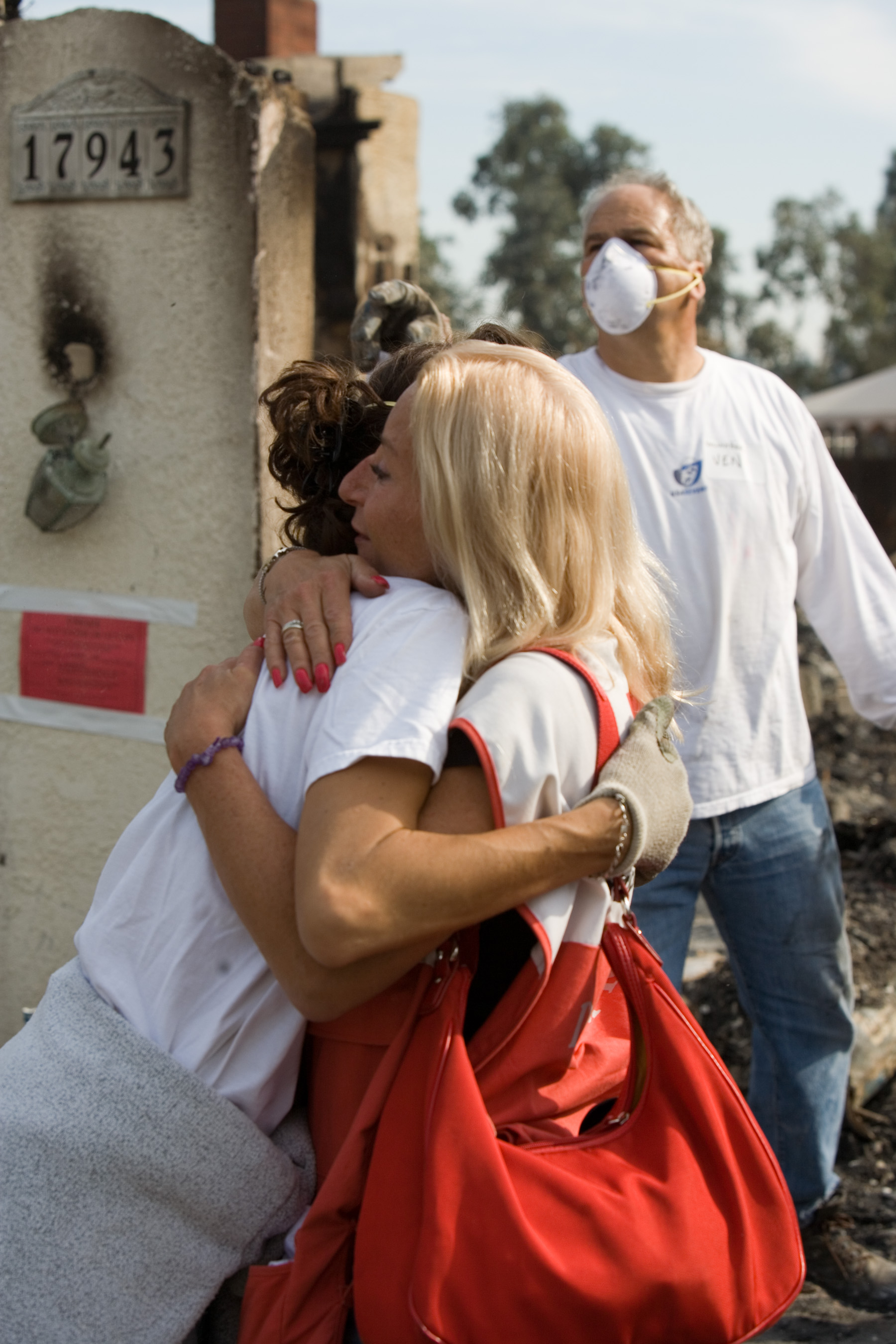
سرویس پرستاری صلیب سرخ آمریکا در حال تسلی بخشی به قربانی آتش‌سوزی در حالی که اعضای دیگر گروه در حال جستجو هستند.

### ریاست
- ویلیام کی. وان رایپن (۱۹۰۵–۱۹۰۶)
- رابرت میتلند اورایلی (۱۹۰۶)
- جورج ویتفیلد داویس (۱۹۰۶–۱۹۱۵)
- ویلیام هووارد تافت(۱۹۱۵–۱۹۱۹)
- لیوانگستون فراند (۱۹۱۹–۱۹۲۱)
- جان بارتون پاین (۱۹۲۱–۱۹۳۵)
- کری تی. گریسون (۱۹۳۵–۱۹۳۸)
- نورمن داویس (۱۹۳۸–۱۹۴۴)
- بایل اوکنور (۱۹۴۴–۱۹۴۹)
- جورج مارشال (۱۹۴۹–۱۹۵۰)
- رولند هاریمن (۱۹۵۰–۱۹۷۳)
- فرانک استنتن (۱۹۷۳–۱۹۷۹)
- جرمی اچ. هولند (۱۹۷۹–۱۹۸۵)
- جورج اف. مودی (۱۹۸۵–۱۹۹۲)
- نورمن راف آگوستین (۱۹۹۲–۲۰۰۱)
- دیوید تی. لوگلین (۲۰۰۱–۲۰۰۴)
- بون مک الوین-هانتر (۲۰۰۴)

☆الیزابت دل(۲۰۰۴_۲۰۱۹)

### چهره‌های شناخته شده
چهره‌های شاخص و شناخته شده بمانند هنرمندان، شخصیت‌های تلویزیونی، بازیگران و ورزشکاران برای کمک به صلیب سرخ با اهدا زمان و مهارت‌های خود در این زمینه به فعالیت می‌پردازند.

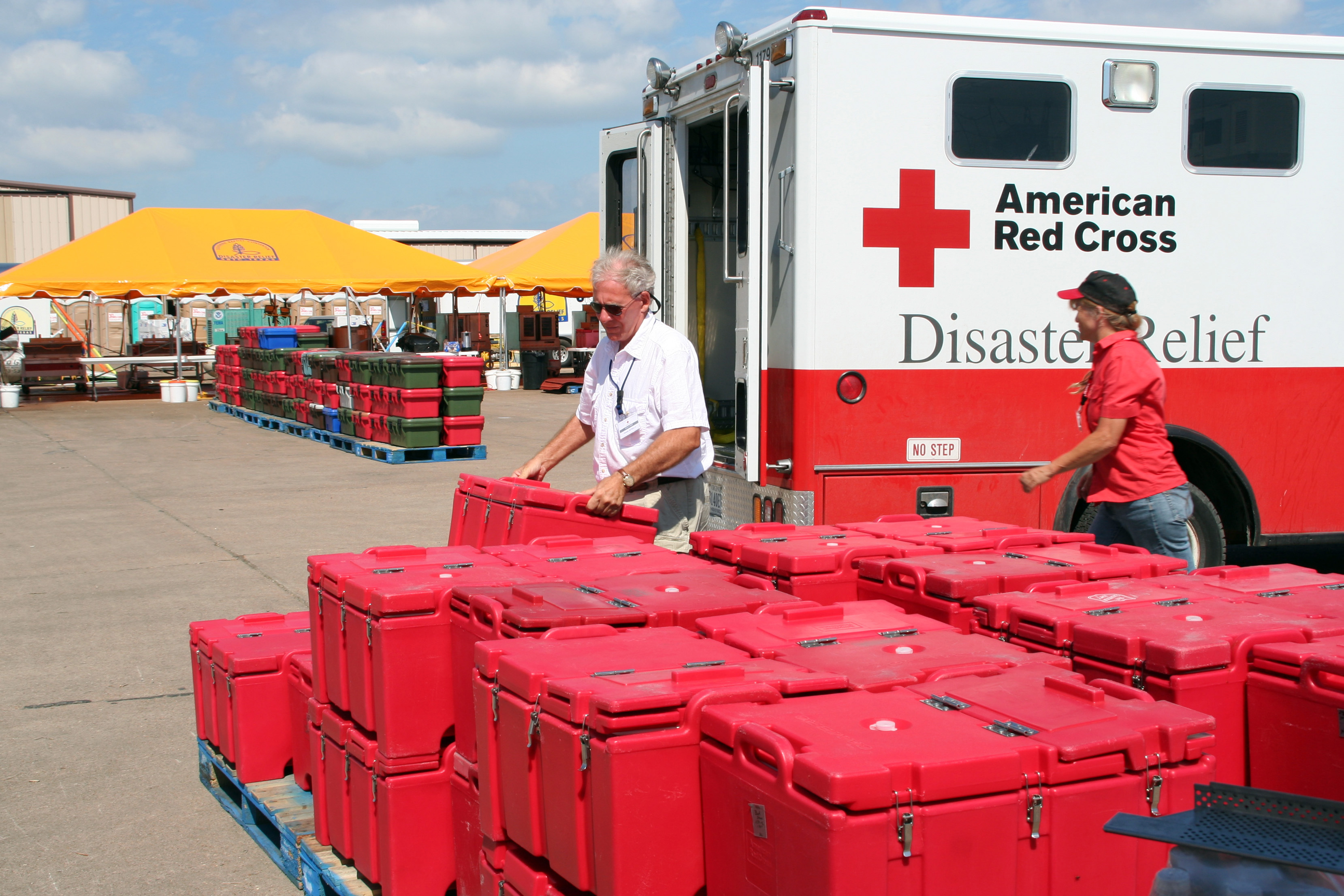
روز بعد از توفند آیک و آماده‌سازی بیش از یک میلیون وعده غذایی آماده

## خدمات در بلایا
هر ساله سازمان صلیب سرخ آمریکا در پاسخ به بیش از ۷۰۰۰۰ مورد فاجعه، شامل آتش‌سوزی در خانه‌ها و آپارتمان‌ها (بیشترین شمار بلایای طبیعی) طوفان، سیل‌ها، زلزله‌ها، تندباد دریایی، پیچند، حوادث حمل و نقل، انفجار، و دیگر بلایای طبیعی و انسان ساخته، انجام وظیفه می‌کند.

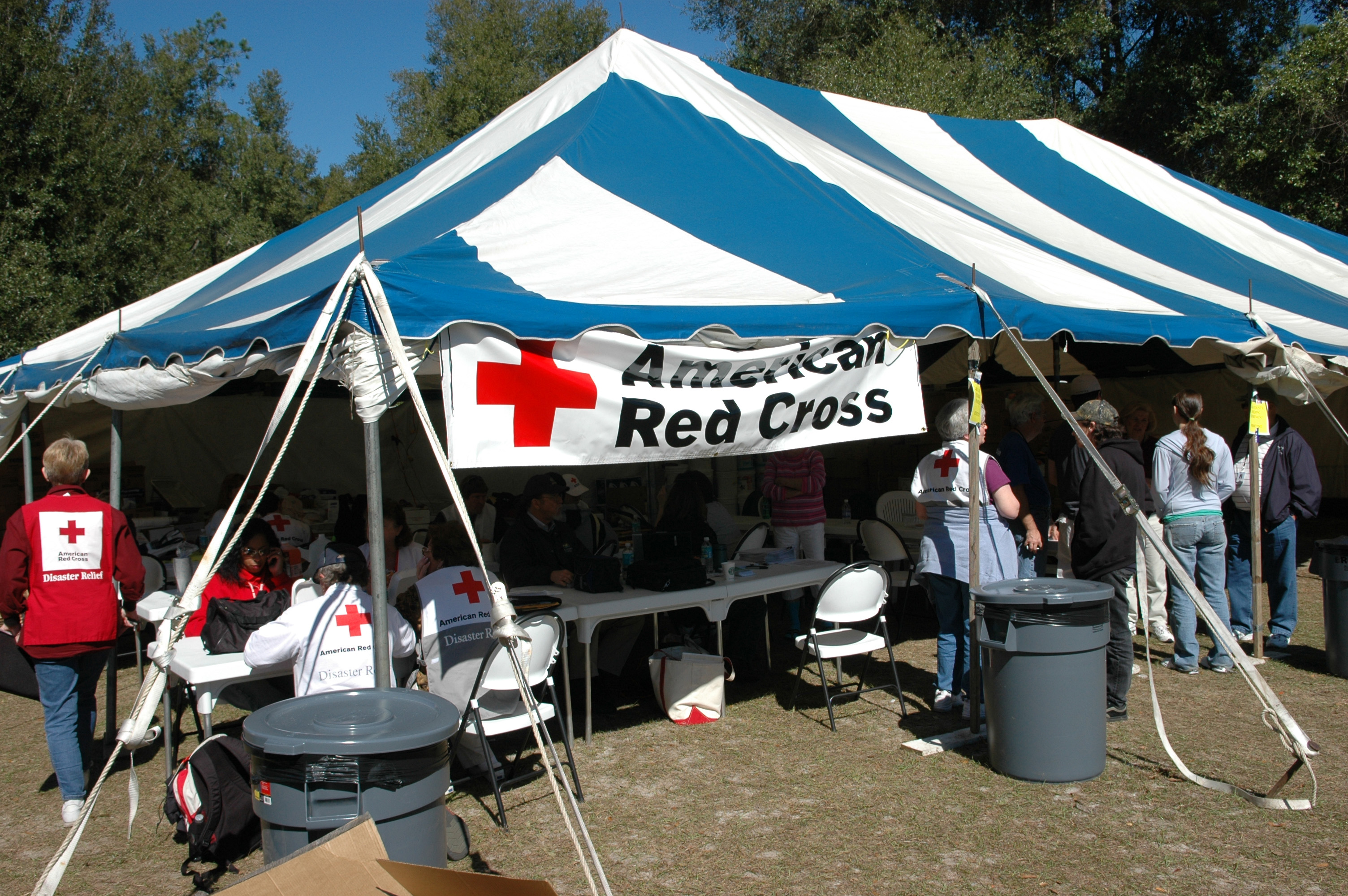
فعالیت صلیب سرخ آمریکا در پاسخ به گردباد اخیر فلوریدا

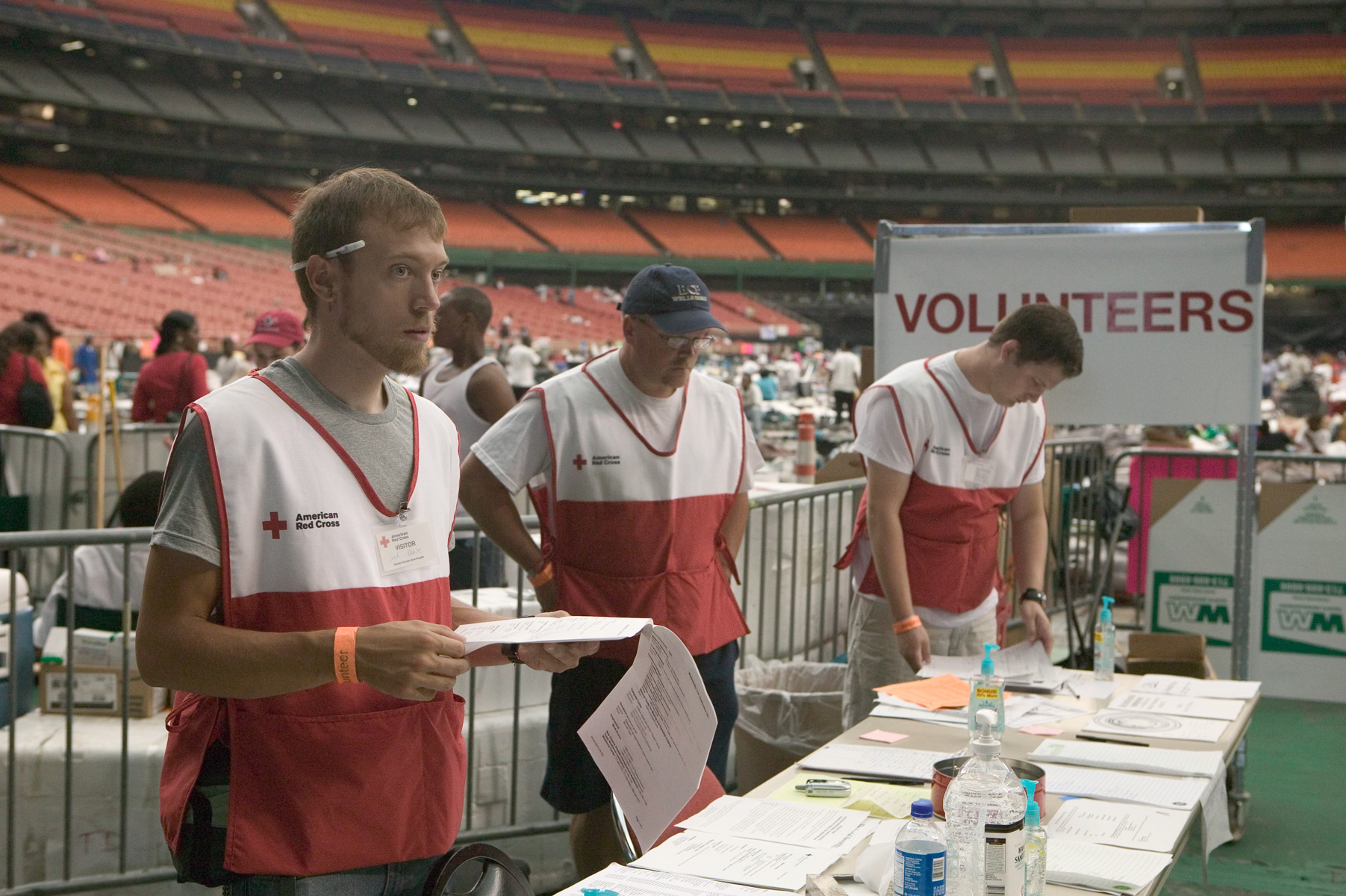
کمک به قربانیان در توفند کاترینا در سال ۲۰۰۵

در سطح محلی، صلیب سرخ محلی آمریکا که توسط عملکرد داوطلبانه گروه‌های فعال انجام می‌گیرد، در پاسخ به بلایای طبیعی بمانند آتش‌سوزی یا سیل انجام وظیفه نموده‌اند.

### توفندسال ۲۰۰۵
با توجه به پیش‌بینی قبل از توفند کاترینا، سازمان صلیب سرخ آمریکا، ۲۰۰۰ داوطلب را در پایگاه‌های از پیش تعیین شده مستقر نمود.

در تاریخ ۳ فوریه ۲۰۰۵ و۵ ماه پس از ریزش زمین در اثر طوفان، سازمان صلیب سرخ آمریکا اقدام به جمع‌آوری کمک‌های مردمی نمود.

### گردبادفلوریدا(۲۰۰۷)
سازمان صلیب سرخ آمریکا در پاسخ به این فاجعه به سرعت وارد عمل شد.

### گردبادکانزاس(۲۰۰۷)
صلیب سرخ آمریکا هم‌زمان با گردباد سال ۲۰۰۷ در کانزاس، شروع به راه اندازی پناهگاه اضطراری برای صدها نفر از قربانیان حادثه و نیز شروع به امداد رسانی و پخش مواد غذایی در منطقه نموده‌است.

## خدمات خون

### اهدای خون
سازمان صلیب سرخ آمریکا بمانند فدراسیون بین‌المللی جمعیت‌های صلیب سرخ و هلال احمر از ارگان‌های حامی اهدای خون بوده و ۶۶٪ خون اهدایی در ایالات متحده را جمع‌آوری می‌کند که این مقدار را به‌طور مستقیم به بیمارستان‌ها و دیگر سازمان‌های انتقال دهنده می‌رساند.

### سرویس بافت
بیش از بیست سال است که این سازمان بافت آلوگرافت برای پیوند اندام را از طریق فروش در سرویس خدمات بافت، ارائه می‌کند.
با پایان ژانویه ۲۰۰۵، صلیب سرخ آمریکا به خدمات بافت خود پایان داد تا تمرکزش را بر برنامه امدادرسانی و خدمات خون متمرکز سازد.

### خدمات پلاسما
این سازمان بیش از یک چهارم پلاسمای ایالات را تأمین می‌کند. این سازمان به دنبال استقبال مردمی از خدمات پلاسما، مقرون به صرفه و ایمن بودن آن، روندی توسعه بخش برای این فرایند را امکان‌پذیر ساختند.

## خدمات بین‌المللی
- اتصال مجدد خانواده‌ها
- پاسخ مناسب به حوادث خارج کشور:

صلیب سرخ آمریکا آماده امدادرسانی در سراسر جهان می‌باشد. این سازمان از مردم در برابر صدمات ناشی از حوادث طبیعی حمایت می‌کند چراکه این سازمان با نهضت بین‌المللی صلیب سرخ و هلال احمر در ارتباط می‌باشد.

این سازمان در سال ۲۰۱۱ در بیش از ۲۰ کشور جهان به حوادث طبیعی از جمله سونامی و سیل پاسخ مناسب داده و در زمین‌لرزه هائیتی و سونامی توهوکو به تلاش پشتیبانی در این زمینه پرداخته‌است.

آمریکا در روزهای نخست پس از فاجعه زمین‌لرزه هائیتی، با ارسال ۱۶۰۰۰ پرسنل نظامی به هائیتی مشغول به پخش غذا، برقراری فرودگاه و بیمارستان‌ها و بنادر گردید.
- کنترل سرخک و سرخجه:

توسط صلیب سرخ آمریکا، بنیاد ملل متحد و مراکز ایالات متحده (برای کنترل و پیشگیری از بیماری‌ها)، صندوق کودکان ملل متحد و سازمان بهداشت جهانی، در سال ۲۰۰۱ راه اندازی شد. کنترل سرخک و سرخجه در آفریقا متفاوت‌ترین عملکرد این سازمان می‌باشد.